# Хоуп Девіс
Хоуп Девіс (англ. Hope Davis; нар. 23 березня 1964) — американська акторка кіно, театру та телебачення, кількаразова номінантка премій «Еммі», «Тоні» і «Золотий глобус».

## Життєпис
Народилася 23 березня 1963 року у Інглвуді, Берген, Нью-Джерсі. Навчалась в Коледжі Вассара та Tenafly High School. З 1989 по 1996 — у шлюбі з Фордом Евансом. У 2000 році одружилася з актором Джоном Патріком Вокером, народила дочок: Джорджію (31 серпня 2002) та Мей (30 грудня 2004).

## Кар'єра
Девіс дебютувала у 1990 році в невеликій ролі у фільмі «Коматозники», в цьому ж році з'явилася у комедії «Сам удома». Пізніше досягла успіху у критиків, завдчки роботам у незалежних фільмах «Денні мандрівники» і «Наступна зупинка — Країна чудес», після чого  почала отримувати ролі в голлівудських картинах, таких як «Дорога на Арлінгтон» і «Про Шмідта».
Девіс досягла успіху на Бродвеї, а у 2009 році стала номінанткою премії «Тоні» за головну роль у п'єсі «Бог різанини».

## Фільмографія
| Рік       |    | Українська назва                       | Оригінальна назва                  | Роль                           |
| --------- | -- | -------------------------------------- | ---------------------------------- | ------------------------------ |
| 2025      | ф  | Фінікійська схема                      | The Phoenician Scheme              | настоятелька монастиря         |
| 2025      | ф  | Натхненник                             | The Mastermind                     | Сара Муні                      |
| 2023      | ф  | Місто астероїдів                       | Asteroid City                      | Сенді Борден                   |
| 2020      | с  |                                        | Your Honor                         | Джина Бекстер (10 епізод)      |
| 2020      | ф  | Гренландія                             | Greenland                          | Джуді Венто                    |
| 2020      | с  | Особисте життя                         | Love Life                          | Клаудія Гоффман (6 епізод)     |
| 2018—2019 | с  |                                        | Strange Angel                      | Рут Парсонс (7 епізод)         |
| 2018—2019 | с  |                                        | For the People                     | Джилл Карлан (20 епізод)       |
| 2017      | ф  | За прірвою у житі                      | Rebel in the Rye                   | Міріам Селінджер               |
| 2015—2016 | с  | Вейворд Пайнс                          | Wayward Pines                      | Меган Фішер (14 епізод)        |
| 2016      | ф  | Перший месник: Протистояння            | Captain America: Civil War         | Марія Старк                    |
| 2016      | с  |                                        | American Crime                     | Стеф Салліван (7 епізод)       |
| 2015      | с  |                                        | Allegiance                         | Катя О'Коннор (13 епізод)      |
| 2015      | с  | Події минулого тижня з Джоном Олівером | Last Week Tonight with John Oliver |                                |
| 2015      | ф  | Шалена карта                           | Wild Card                          | Кассандра                      |
| 2013      | тф |                                        | The Ordained                       | Пеккі                          |
| 2013      | ф  |                                        | Louder Than Words                  | Бренда Фарері                  |
| 2012—2013 | с  |                                        | The Newsroom                       | Ніна Говард                    |
| 2013      | с  | Закон і порядок: Спеціальний корпус    | Law & Order: Special Victims Unit  | Віола Меснер (1 епізод)        |
| 2012      | ф  | Роз'єднання                            | Disconnect                         | Лідія Бойд, дружина Річа       |
| 2011      | тф | короткометражка                        | Spring/Fall                        | Еден                           |
| 2011      | тф |                                        | The Miraculous Year                | Менді Венс                     |
| 2011      | ф  | Реальна сталь                          | Real Steel                         | тітка Дебра                    |
| 2011      | ф  |                                        | The Family Tree                    | Банні Бернет                   |
| 2011      | с  | мінісеріал                             | Mildred Pierce                     | Пані Форрестер (2 / 3 епізоди) |
| 2010      | тф |                                        | The Special Relationship           | Гілларі Клінтон                |
| 2010      | с  | короткометражка                        | UCB Comedy Originals               | (1 епізод)                     |
| 2009      | с  |                                        | In Treatment                       | Мія Нескі (7 епізод)           |
| 2009      | ф  |                                        | The Lodger                         | Еллен Бантінг                  |
| 2008      | ф  | Генуя                                  | Genova                             | Меріенн                        |
| 2008      | ф  | Нью-Йорк, Нью-Йорк                     | Synecdoche, New York               | Меделін Ґревіс                 |
| 2006—2007 | с  |                                        | Six Degrees                        | Лора Морган (13 епізод)        |
| 2007      | ф  | Чарлі Бартлетт / Витівки в коледжі     | Charlie Bartlett                   | Мерилін Барлетт                |
| 2007      | ф  | Дев'ятки                               | The Nines                          | Сара / Сьюзен Говард / Сіерра  |
| 2006      | ф  | Містифікація                           | The Hoax                           | Андреа Тейт                    |
| 2006      | ф  | Погана слава                           | Infamous                           | Слім Кіт                       |
| 2005      | ф  | Синоптик                               | The Weather Man                    | Норін                          |
| 2005      | ф  | Доказ                                  | Proof                              | Клер, сестра Кетрін            |
| 2005      | ф  | Думки про свободу                      | Duma                               | Крістін                        |
| 2005      | ф  | Матадор                                | The Matador                        | Квасолька / Керолін Райт       |
| 2003      | ф  |                                        | American Splendor                  | Джойс Бребнер                  |
| 2002      | ф  |                                        | The Secret Lives of Dentists       | Дейна Герст                    |
| 2002      | ф  | Про Шмідта                             | About Schmidt                      | Дженні Шмідт                   |
| 2001      | ф  | Серця в Атлантиді                      | Hearts in Atlantis                 | Ліз Ґарфілд                    |
| 2001      | ф  |                                        | Final                              | д-р Енн Джонсон                |
| 2000—2001 | с  |                                        | Deadline                           | Брук Бентон (13 епізодів)      |
| 2000      | ф  |                                        | Joe Gould's Secret                 | Тереза Мітчел                  |
| 1999      | ф  |                                        | Mumford                            | Софі Крісп                     |
| 1999      | ф  | Дорога на Арлінгтон                    | Arlington Road                     | Брук Волф                      |
| 1998      | ф  |                                        | The Impostors                      | Емілі Ессендайн                |
| 1998      | ф  |                                        | Next Stop Wonderland               | Ерін Каслтон                   |
| 1997      | ф  |                                        | The Myth of Fingerprints           | Маргарет                       |
| 1996      | ф  |                                        | Guy                                | Операторка                     |
| 1996      | ф  |                                        | Mr. Wrong                          | Енні                           |
| 1996      | ф  |                                        | The Daytrippers                    | Еліза Мелоун Д'Аміко           |
| 1995      | ф  |                                        | Run for Cover                      | секретарка Прескотта           |
| 1995      | ф  | Поцілунок смерті                       | Kiss of Death                      | подружка Джуніора              |
| 1992      | с  |                                        | 2000 Malibu Road                   | Елісон Гантер (3 епізоди)      |
| 1990      | ф  | Сам удома                              | Home Alone                         | французька авиакасирка         |
| 1990      | ф  | Коматозники                            | Flatliners                         | Енн Колдрен                    |

## Нагороди і номінації
Станом на  02.10.2020
| Рік  | Премії                  | Організації                                  | Категорії | Робота                                           | Примітки                                | Результат |
| ---- | ----------------------- | -------------------------------------------- | --- | ------------------------------------------------ | --------------------------------------- | --------- |
| 2011 | Golden Globe            | Golden Globes, USA                           | Best Performance by an Actress in a Supporting Role in a Series, Miniseries or Motion Picture Made for Television | «Особливі стосунки»                              |                                         | Номінація |
| 2010 | Primetime Emmy          | Primetime Emmy Awards                        | Outstanding Lead Actress in a Miniseries or a Movie                                                               | «Особливі стосунки»                              | За роль Гілларі Клінтон                 | Номінація |
| 2010 | Gold Derby TV           | Gold Derby Awards                            | TV Movie/Mini Lead Actress                                                                                        | «Особливі стосунки»                              |                                         | Номінація |
| 2010 | OFTA Television         | Online Film & Television Association         | Best Actress in a Motion Picture or Miniseries                                                                    | «Особливі стосунки»                              |                                         | Номінація |
| 2010 | Satellite               | Satellite Awards                             | Best Actress in a Miniseries or a Motion Picture Made for Television                                              | «Особливі стосунки»                              |                                         | Номінація |
| 2010 | WIN                     | Women's Image Network Awards                 | Actress Mini-Series / Made for Television Movie                                                                   | «Особливі стосунки»                              |                                         | Номінація |
| 2009 | Primetime Emmy          | Primetime Emmy Awards                        | Outstanding Supporting Actress in a Drama Series                                                                  | «Пацієнти»                                       | За роль Маї Нескі                       | Номінація |
| 2009 | Robert Altman           | Film Independent Spirit Awards               | | «Нью-Йорк, Нью-Йорк»                             | Разом з іншими членами знімальної групи | Перемога  |
| 2009 | OFTA Television         | Online Film & Television Association         | Best Supporting Actress in a Drama Series                                                                         | «Пацієнти»                                       |                                         | Номінація |
| 2009 | WIN                     | Women's Image Network Awards                 | Outstanding Actress Drama Series                                                                                  | «Пацієнти»                                       | За епізод «Mia: Week 2»                 | Номінація |
| 2008 | Gotham Independent Film | Gotham Awards                                | Best Ensemble Performance                                                                                         | «Нью-Йорк, Нью-Йорк»                             | Разом з іншими акторами                 | Перемога  |
| 2004 | Golden Globe            | Golden Globes, USA                           | Best Performance by an Actress in a Supporting Role in a Motion Picture                                           | «Американська пишнота»                           |                                         | Номінація |
| 2004 | COFCA                   | Central Ohio Film Critics Association        | Best Supporting Actress                                                                                           | «Американська пишнота»                           |                                         | Номінація |
| 2004 | CFCA                    | Chicago Film Critics Association Awards      | Best Actress | «Американська пишнота»                           |                                         | Номінація |
| 2004 | Chlotrudis              | Chlotrudis Awards                            | Best Supporting Actress                                                                                           | «Американська пишнота»                           |                                         | Номінація |
| 2004 | Independent Spirit      | Film Independent Spirit Awards               | Best Supporting Female                                                                                            | «Таємне життя дантистів»                         |                                         | Номінація |
| 2004 | NSFC                    | National Society of Film Critics Awards, USA | Best Actress | «Американська пишнота», «Таємне життя дантистів» |                                         | Номінація |
| 2004 | PFCS                    | Phoenix Film Critics Society Awards          | Best Performance by an Actress in a Supporting Role                                                               | «Американська пишнота»                           |                                         | Номінація |
| 2004 | Golden Satellite        | Satellite Awards                             | Best Actress in a Motion Picture, Comedy or Musical                                                               | «Американська пишнота»                           |                                         | Номінація |
| 2003 | NYFCC                   | New York Film Critics Circle Awards          | Best Actress | «Американська пишнота», «Таємне життя дантистів» |                                         | Перемога  |
| 2003 | Seattle Film Critics    | Seattle Film Critics Awards                  | Best Actress | «Американська пишнота»                           |                                         | Перемога  |
| 2003 | VVFP                    | Village Voice Film Poll                      | Best Supporting Performance                                                                                       | «Американська пишнота»                           | 2-ге місто                              | Номінація |
| 2002 | NYFCC                   | New York Film Critics Circle Awards          | Best Supporting Actress                                                                                           | «Про Шмідта»                                     |                                         | Номінація |